# Leon Powe
Leon Powe, né le 22 janvier 1984 à Oakland (Californie), est un joueur de basket-ball américain. Star universitaire en première année, il se blesse au genou et n'est sélectionné qu'en 49e position lors de la Draft 2006 de la NBA. Champion NBA en 2008 avec les Celtics de Boston, il évolue actuellement au poste d'ailier fort dans la franchise des Grizzlies de Memphis.

## Biographie

### Carrière universitaire
Leon Powe a évolué avec les California Golden Bears de 2003 à 2006, mais une blessure au genou ne lui a pas permis de disputer de matchs pendant sa deuxième saison. Pour sa dernière saison il a marqué 20,5 points par match, avec 10,1 rebonds.
En 2006, il a été meilleur joueur de Californie et membre de la deuxième équipe All-America définie par Associated Press, U.S. Basketball Writers et ESPN. Il a été choisi comme membre de l'équipe All Pac-10 en 2004 et 2006.

### Carrière en NBA

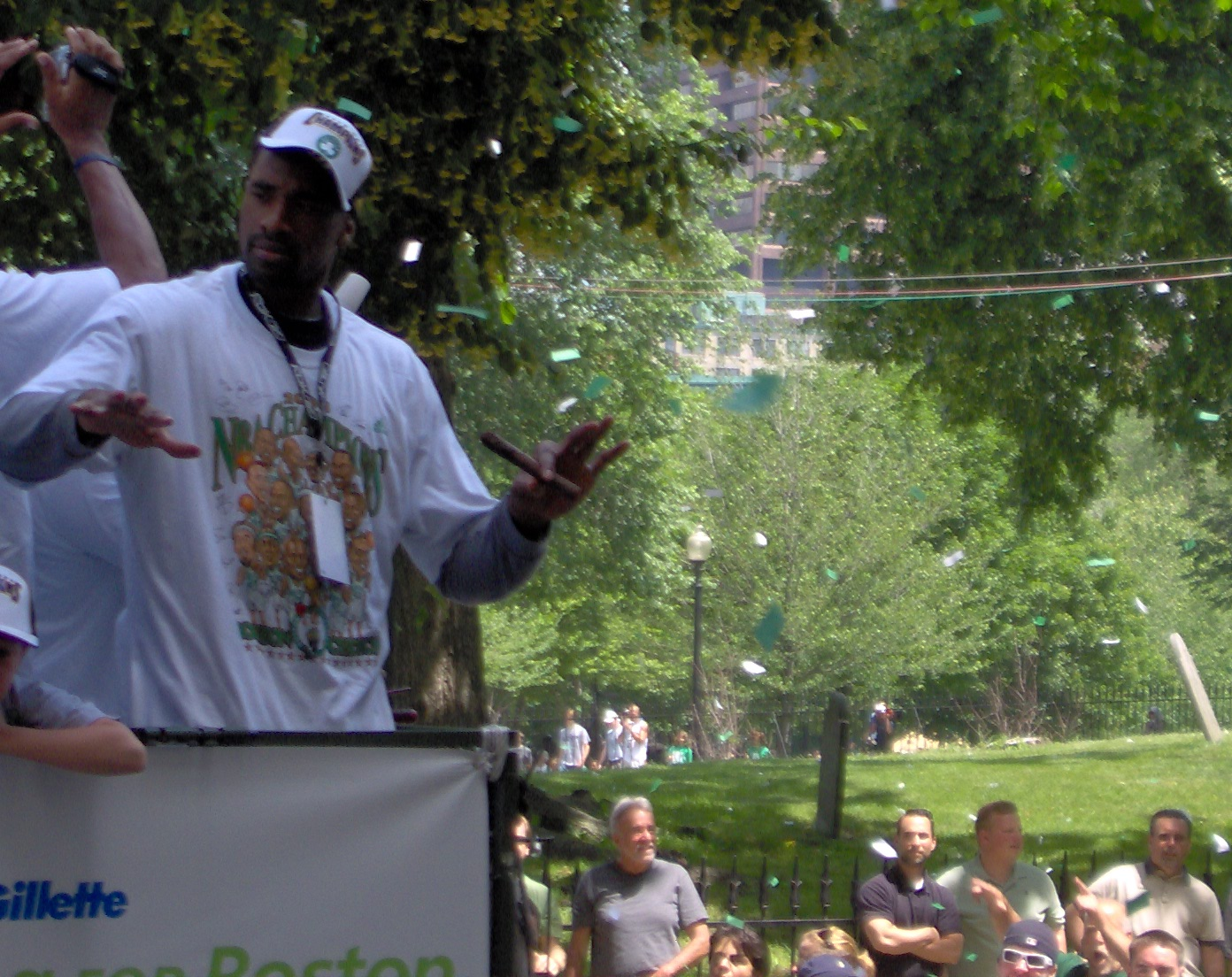
Leon Powe fêtant le titre de champion NBA 2008 dans les rues de Boston.

Leon Powe est drafté en 2006 par les Nuggets de Denver au 2e tour, 49e position, pour jouer en NBA. Il est ensuite envoyé aux Celtics de Boston contre un futur choix de draft.
Il a peu joué en 2006-07, marquant cependant 19 points contre les Hawks d'Atlanta en avril 2007.
Powe a disputé 56 matchs pendant la saison régulière 2007-08, avec 7,9 points en moyenne par match et 4,1 rebonds. Il réalise sa meilleure performance lors des playoffs en marquant 21 points en quinze minutes lors du deuxième match de la finale NBA contre les Lakers de Los Angeles.
En mars 2009, Leon Powe profite de la blessure de Kevin Garnett pour battre son record de points en carrière en inscrivant 30 points, prenant 11 rebonds et ajoutant 5 contres lors d'une victoire 102 à 92 contre les Grizzlies de Memphis. À son tour blessé en fin de saison, Leon Powe est de retour pour les playoffs mais il ne peut jouer que trois minutes lors du match 2 du premier tour contre les Bulls de Chicago. Powe met un terme à sa saison et doit être opérer le 5 mai 2009 pour réparer son genou.
Agent libre, il signe en août 2009 un contrat de deux ans avec les Cavaliers de Cleveland. Toujours diminué au genou, il rate 57 rencontre à cause de son genou et ne peut disputer que 20 rencontres avec l'équipe. Il est libéré le 24 février 2011 par la franchise de Cleveland après 18 mois et 34 matchs sous le maillot des Cavaliers.
En mars 2011, il rejoint les Grizzlies de Memphis.

## Palmarès
- Champion NBA 2008 avec les Celtics.
- Consensus second-team All-American (2006)
- Pac-10 Tournament MVP (2006)
- 2× First-team All-Pac-10 (2004, 2006)